# 1437년 전갈자리 신성
1437년 전갈자리 신성(Nova Scorpii 1437)은 1437년 3월에 폭발이 관측된 신성이다.

## 역사
세종실록에는 1437년(세종 19년) 음력 2월 5일 을축일 객성이 나타났다고 기록되어 있다. 객성은 미성의 2 번째 별과 3 번째 별 사이, 3 번째와의 거리가 반 자 되는 곳에 나타났으며, 14 일 동안 보였다고 한다. (客星始見尾第二三星間, 近第三星, 隔半尺許, 凡十四日。)
참고로, 미성의 2 번째 별과 3 번째 별은 각각 전갈자리 뮤와 전갈자리 제타에 해당하며, 한 자는 1.1±0.1°이다.

2017년 마이클 샤라(Michael Shara) 외 연구자들은 이 신성의 위치를 파악했으며, DASCH의 1940년대 기록에서 천체의 밝기가 갑자기 밝아진 것 등을 근거로 천체가 왜신성이 되었을 가능성을 제시했다.

## 참고 문헌
1. ↑  세종실록 76권, 세종 19년 2월 5일 을축 1번째기사
2. ↑  현대에 미성의 첫재별은 전갈자리 뮤, 둘째별은 전갈자리 엡실론이나 이 시기에는 둘의 명칭을 반대로
 부르기도 하였다.
3. ↑  Black, D. T. R., Bode, M. F., Stephenson, F. R., Abbott, T. & Page, K. L. Search for the Remnant of the Nova of 1437. In RS Ophiuchi (2006) and the Recurrent Nova Phenomenon: Astron. Soc. Pacific Conference Proceedings Vol. 401 (eds Evans, A., Bode, M. F., O’Brien, T. J. & Darnley, M. J.) 351–354 (Astron. Soc. Pacific, 2008)
4. ↑  M. M. Shara et al. Proper-motion age dating of the progeny of Nova Scorpii AD 1437, Nature (2017). DOI: 10.1038/nature23644